# Division I 2003-2004
La Division I 2003-2004 è stata la 101ª edizione della massima serie del campionato belga di calcio disputata tra l'8 agosto 2003 e il 15 maggio 2004 e conclusa con la vittoria del Anderlecht, al suo ventisettesimo titolo.
Capocannoniere del torneo fu Luigi Pieroni (R.E. Mouscron), con 28 reti.

## Formula
Come nella stagione precedente le squadre partecipanti furono 18 e disputarono un turno di andata e ritorno per un totale di 34 partite.
Le ultime due classificate retrocedettero in Division 2.
Le società ammesse alle coppe europee furono sette: le prime due classificate si qualificarono alla UEFA Champions League 2004-2005, la terza e la vincitrice della coppa nazionale alla Coppa UEFA 2004-2005 e altre tre squadre alla coppa Intertoto 2004.

## Classifica finale
|    | Classifica         | G  | V  | N  | P  | GF | GS | Dif | Pt |
| -- | ------------------ | -- | -- | -- | -- | -- | -- | --- | -- |
| 1  | Anderlecht         | 34 | 25 | 6  | 3  | 77 | 27 | +50 | 81 |
| 2  | Club Bruges        | 34 | 22 | 6  | 6  | 77 | 31 | +46 | 72 |
| 3  | Standard Liegi     | 34 | 18 | 11 | 5  | 68 | 31 | +37 | 65 |
| 4  | Genk               | 34 | 17 | 8  | 9  | 58 | 40 | +18 | 59 |
| 5  | R.E. Mouscron      | 34 | 15 | 14 | 5  | 64 | 42 | +22 | 59 |
| 6  | Westerlo           | 34 | 14 | 10 | 10 | 51 | 45 | +6  | 52 |
| 7  | Germinal Beerschot | 34 | 11 | 11 | 12 | 34 | 40 | -6  | 44 |
| 8  | La Louvière        | 34 | 10 | 14 | 10 | 45 | 46 | -1  | 44 |
| 9  | Gent               | 34 | 8  | 16 | 10 | 33 | 34 | -1  | 40 |
| 10 | Lokeren            | 34 | 10 | 9  | 15 | 45 | 54 | -9  | 39 |
| 11 | Lierse             | 34 | 8  | 15 | 11 | 33 | 40 | -7  | 39 |
| 12 | KSK Beveren        | 34 | 11 | 5  | 18 | 45 | 58 | -13 | 38 |
| 13 | Sint-Truiden       | 34 | 9  | 11 | 14 | 36 | 50 | -14 | 38 |
| 14 | Cercle Brugge      | 34 | 7  | 14 | 13 | 28 | 52 | -24 | 35 |
| 15 | Charleroi          | 34 | 8  | 9  | 17 | 35 | 47 | -12 | 33 |
| 16 | Mons               | 34 | 7  | 12 | 15 | 29 | 52 | -23 | 33 |
| 17 | Heusden-Zolder     | 34 | 7  | 7  | 20 | 36 | 68 | -32 | 28 |
| 18 | Anversa            | 34 | 7  | 6  | 21 | 30 | 67 | -37 | 27 |

### Verdetti
- Anderlecht campione del Belgio 2003-04.
- Heusden-Zolder e Antwerp retrocesse in Division II.